# Trzebiszyn (województwo zachodniopomorskie)
Trzebiszyn (niem. Johannsberg) – wieś sołecka w północno-zachodniej Polsce, położona w województwie zachodniopomorskim, w powiecie białogardzkim, w gminie Tychowo. W latach 1975–1998 wieś należała do woj. koszalińskiego. Według danych UM, na dzień 31 grudnia 2014 roku wieś miała 121 mieszkańców. W skład sołectwa wchodzi osada Dobrochy.
Wieś leży w odległości ok. 1,5 km na północ od Tychowa, przy drodze wojewódzkiej nr 167, między Tychowem a Retowem. We wsi znajduje się warsztat samochodowy. W miejscowości znajduje się przystanek komunikacji autobusowej.

## Zabytki
- aleja lipowa o długości 1,5 km prowadzi do Tychowa (A/2080 z 9.08.2024[4]).